# 호스트 대학교
호스트 대학교 (파슈토어: د خوست پوهنتون) (별명: 샤이크 자예드 대학교)는 아프가니스탄 동부 지역의 국경 도시 호스트에 위치하여 있다. 2000년에 설립되었다. 이전에 임시적으로 파키스탄 페샤와르에 자리잡았을 당시에는 하미드 카르자이 대통령의 특별령에 따라 "아프간 대학 페샤와르"로 이름지어졌다. 파슈토어: د خوست پوهنتون
대학의 설립은 메라주딘 파탄이 호스트 주를 다스렸을 당시에 공식적으로 논의되었다. 파탄 주지사는 아랍에미리트를 방문하여, 대학 설립의 자금 지원을 요청하였다. 아랍에미리트의 원조에 감사하기 위하여, 대학은 샤이크 자예드 대학교로 명명되었다. 파탄 주지사는 이전에도 학교를 열고 성별에 제한을 두지 않고 교육의 기회를 제공하는 것을 지지하는 사람이였기에, 그가 샤이크 자예드 대학교를 건설하는 것은 지극히 자연스러운 일이였다. 대학은 2008년 3월에 공식적으로 문을 열었다.
샤이크 자예드 대학에는 9개의 학부들이 자리잡고 있으며 3,000명 이상의 학생들이 재학 중이다. 신문학부를 위한 전용 라디오 송신국도 운영하고 있다. 아프가니스탄에서 컴퓨터 과학 학부를 둔 유일한 대학기관이기도 하다. 학생들을 위한 호스텔도 있으며, 의과 대학생들은 정부운영의 호스트 병원에서 훈련을 받는다.
호스트 대학은 미국 국제개발처가 제공한 교육공학 시설을 보유하고 있는 11개의 아프가니스탄 교육기관 중 하나이다.